# El Economista (Argentina)
El Economista es un diario argentino independiente con sede en la Ciudad de Buenos Aires. Fue fundado en 1951 por Milan Stojadinovic y se caracteriza por enfocar su cobertura en noticias económicas, financieras, políticas e internacionales.

## Historia
Fue fundado por Milan Stojadinovic, un ex Primer Ministro de Yugoslavia que había sido apartado de su cargo en 1940 y luego deportado a la isla Mauricio. Una vez finalizada la Segunda Guerra Mundial, fue exiliado en 1946 a Buenos Aires.
Durante sus años en Argentina, comenzó a trabajar en un periódico que brindara un nuevo tratamiento de la información económica. Fue así que el 30 de junio de 1951 publicó el primer número de El Economista, con una frecuencia semanal.
Pese a tener una ideología de centroderecha, el periódico brindó un espacio a todas las opiniones y contó con la participación de periodistas y economistas destacados como Cecilio Benítez de Castro, Rodolfo Pandolfi, Daniel Muchnik, José Ignacio López, Ricardo Delgado, Andrés Borenstein, Jorge Schvarzer, Pablo Maas, Martín Tetaz, Jorge Carrera y Javier Finkman. Entre los columnistas regulares se destacaron Roberto Lavagna, Juan José Llach, Miguel Ángel Broda, Roberto Frenkel y Juan Luis Bour.
En 1999, el medio adquirió su propio espacio en el canal de cable Metro, donde aún se transmite su programa semanal El Economista TV.
En marzo de 2010, se publicó el primer número de la revista El Estadista, propiedad del entonces director de El Economista, Juan Radonjic. Ese mismo año, el periódico puso en marcha su sitio web.
En marzo de 2016, la edición impresa abandonó su frecuencia semanal, cuyo tiraje rondaba los 3.500 ejemplares, y comenzó a publicarse de lunes a viernes, llegando así a repartir 12.000 ejemplares diarios.
En 2021, El Economista fue incorporado a la iniciativa News Showcase de Google junto a Clarín, La Nación, Infobae y otros medios nacionales para proporcionar contenidos periodísticos en los sitios de Google Noticias y Discover.